# Anton Krzikalla

Anton Krzikalla

Anton Krzikalla (* 30. August 1887 in Laurahütte, Schlesien; † 5. Oktober 1944 im KZ Sachsenhausen) war ein deutscher Politiker (USPD, KPD). Er wohnte zuletzt in Mariadorf.

## Leben und Wirken
Anton Krzikalla besuchte die Volks- und Fortbildungsschule in seiner Heimatstadt. Danach arbeitete er 25 Jahre lang als Bergmann in Westfalen, Oberschlesien, Oberbayern und im Aachener Revier. In letzterem wurde er wegen politischer Tätigkeit gemaßregelt. 1919 wurde er für die Unabhängige Sozialdemokratische Partei Deutschlands (USPD) zum Gemeindevertreter in Laurahütte gewählt. In dieser Eigenschaft blieb er bis 1921 tätig.
Für die Kommunistische Partei Deutschlands (KPD), in die er zwischenzeitlich eingetreten war, wurde er 1929 Gemeindevertreter in der Gemeinde Hoengen. 1930 wurde Krzikalla als Abgeordneter für den Wahlkreis 20 (Köln-Aachen) in den Berliner Reichstag gewählt. Aus diesem schied er im Juli 1931 vorzeitig wieder aus; für ihn rückte Engelbert Esser nach. Daneben war er Betriebsratsvorsitzender der Richter-Schächte in Laurahütte und Vorsitzender des Gesamtbetriebsrates der Vereinigten Königswerke- und Laurahütte AG.
Nach der Machtübertragung an die Nationalsozialisten befand sich Krzikalla von Februar bis Dezember 1933 in „Schutzhaft“. Im Juli 1937 wurde er erneut festgenommen und zwischen Februar 1938 und April 1939 im KZ Buchenwald gefangengehalten. Am 22. August 1944 wurde er im Rahmen der „Aktion Gitter“ verhaftet und ins KZ Sachsenhausen verschleppt, in dem er 1944 umkam.

## Gedenken

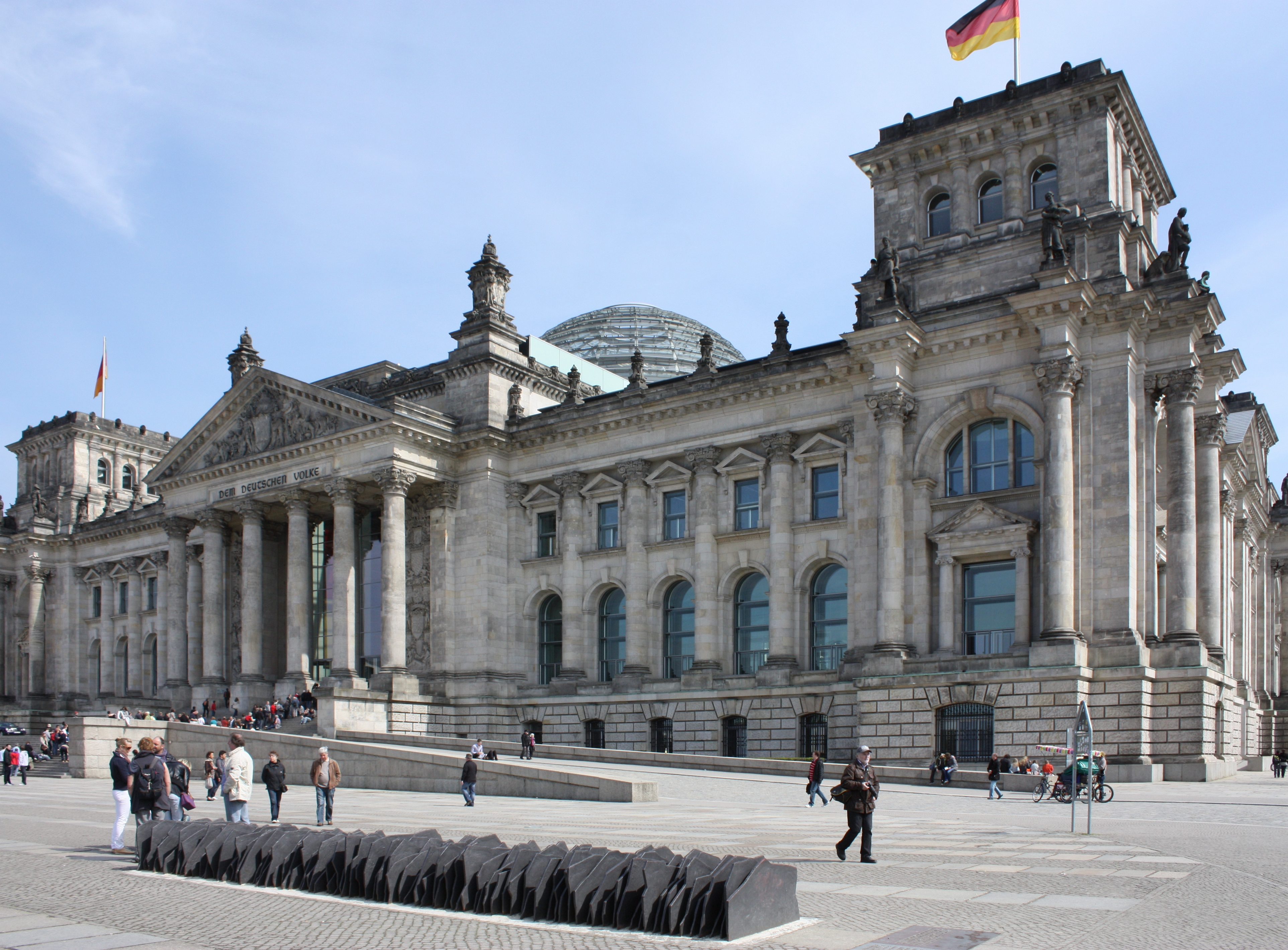
Gedenktafeln am Reichstag

Seit 1992 erinnert in Berlin in der Nähe des Reichstags eine der 96 Gedenktafeln für von den Nationalsozialisten ermordete Reichstagsabgeordnete an Krzikalla.